# Laurette Onkelinx
Pour les articles homonymes, voir Onkelinx.
Laurette Onkelinx (/lorɛt ɔnkəlinks/), née le 2 octobre 1958 à Ougrée, en Belgique, est une femme politique belge membre du Parti socialiste. Ministre à divers portefeuilles sans discontinuité de 1999 à 2014, elle a été députée fédérale jusqu'aux élections du 26 mai 2019, auxquelles elle ne s'est pas présentée.

## Biographie
Laurette Onkelinx est la fille du député-bourgmestre PS Gaston Onkelinx et syndicaliste à Cockerill originaire du Limbourg et installé depuis 1950 à Ougrée, et de Germaine Ali Bakir, originaire de Kabylie (Algérie française). Elle est la petite-fille de Maurice Onkelinx, échevin et bourgmestre faisant fonction de la commune limbourgeoise de Jeuk pendant la Seconde Guerre mondiale. Elle est également la sœur cadette du politicien Alain Onkelinx. 
Elle fait ses études secondaires à l'athénée d'Angleur (école pilote de l'enseignement "rénové") et poursuit le droit à l'université de Liège.
Après un premier mariage avec Abbès Guenned dont elle a divorcé, Laurette Onkelinx épouse, le 20 novembre 1999, l'avocat et constitutionnaliste Marc Uyttendaele. 
Son passage à la présidence de la Communauté française de Belgique et ministre de l'Enseignement en 1993-1999, en pleine crise budgétaire, est notamment marqué par un long conflit social avec les syndicats d'enseignants après l'annonce de la suppression de 3 000 postes.
De juillet 1999 à mai 2014, Laurette Onkelinx assume la présidence de Beliris, un accord de coopération qui lie l’État Fédéral et la Région de Bruxelles-Capitale. Cet accord se concrétise par l’apport d’un budget annuel destiné à promouvoir le rôle national et international de Bruxelles, par le biais de travaux de réaménagement de la Région de Bruxelles-Capitale.
Elle initie un plan pour l'emploi des jeunes, baptisé « plan Rosetta », du titre de la Palme d'or des frères Dardenne.
Devenue une des figures de proue du Parti socialiste belge francophone, elle occupe en 1999 le poste de vice-Première ministre au sein du gouvernement fédéral belge au portefeuille de l'Emploi dans le gouvernement Verhofstadt I (1999-2003), de la Justice dans le gouvernement Verhofstadt II (2003-2008) et de la Santé dans le gouvernement Leterme I (2008-2011).
En octobre 2006, elle est une des candidates les plus en vue des élections communales à Schaerbeek. Opposée au bourgmestre en titre, le FDF Bernard Clerfayt, la campagne se transforme en un combat politique. Et si finalement, elle double le score local de la liste socialiste, elle recueille significativement moins de voix que son adversaire. C'est une des raisons qui poussera la tête de liste Ecolo Isabelle Durant à s'allier avec ce dernier, excluant par là Laurette Onkelinx du maïorat schaerbeekois, avec qui pourtant existait un accord secret qui sera dénoncé. Une autre explication du rejet de la liste PS dans l'opposition est le manque de confiance d'Isabelle Durant envers une majorité fragile incluant un élu PS proche de l'extrême droite turque.
Selon un article publié par La Dernière Heure en 2003, elle est citée comme membre possible de la franc-maçonnerie belge.
Après les élections fédérales de 2014, elle redevient députée et dirige le groupe socialiste à la Chambre des représentants pendant toute la législature 2014-2019.

## Lois et projets de lois
Plusieurs lois proposées ou votées alors que Laurette Onkelinx est ministre sont parfois désignées sous son nom, notamment une loi de janvier 1993 qui autorise un bourgmestre, sous certaines conditions, à réquisitionner un immeuble laissé à l’abandon dans sa commune, une loi de juin 2006 relative à la détention d'armes .
La réforme, présentée en octobre 2006, de la loi de défense sociale avec comme objectif de mieux protéger la société, tout en assurant un meilleur soutien thérapeutique aux internés.
Une loi de Laurette Onkelinx mise en application le 1er juillet 2012 qui durcira les conditions de remboursement du coût de l'assistance respiratoire

## Controverses
La veille de son jugement par un tribunal de Bruges qui la condamne à une peine de 4 ans de prison le 28 février 2006, Fehriye Erdal réussit à s'enfuir alors qu'elle avait été assignée à résidence au siège bruxellois du DHKP-C et que les services de la sureté belge avaient la responsabilité de la suivre depuis le 23 février 2006. Mme Onkelinx et M. Patrick Dewael, alors ministre de l'Intérieur, ont tous les deux reconnu avoir été informés le 17 février d'une possible fuite de la terroriste tout en affirmant ne pas avoir eu, avant le jugement, de moyen légal de l'arrêter. L'opposition demandera la démission des deux ministres, mais la majorité les soutiendra,.
Bernard Clerfayt lui reproche de faire croire qu'en se présentant aux élections à Schaerbeek où elle est officiellement domiciliée, elle prétend se soucier du sort des Bruxellois alors qu'en fait elle possède à Lasne, l'une des communes les plus riches de Belgique, une villa dans laquelle elle réside avec son conjoint et ses enfants,.
En 2007, son mari, Marc Uyttendaele, a transmis par erreur à un de ses clients un document détaillant sa stratégie pour obtenir un maximum de dossiers dans des cabinets ministériels et certaines administrations proches du parti socialiste alors que Laurette Onkelinx était à ce moment  ministre fédérale des Affaires sociales de la Santé publique.

## Publications
- Continuons le débat
- Théâtre du jeune public.

## Carrière politique
Une première fois élue députée en 1987, elle a été ministre sans interruption de 1992 à 2014.
- 1987-1995 : députée de la circonscription de Liège (du 13 décembre 1987 au 21 mai 1995)
- 1990-1992 : vice-présidente de la Chambre des représentants
- 1990-1992 : présidente de la commission de la Justice de la Chambre des représentants
- 1992-1993 : ministre fédérale de l'Intégration sociale, de la Santé publique et de l'Environnement
- 1993-1995 : ministre-présidente du gouvernement de la Communauté française de Belgique, chargée de la Fonction publique, de l'Enfance et de la Promotion de la Santé
- 1995-2001 : conseillère communale à la ville de Seraing
- 1995 : élue sénatrice (siège du 21 mai au 21 juin 1995)
- 1995-1999 : ministre-présidente du gouvernement de la Communauté française de Belgique, chargée de l'Éducation, de l'Audiovisuel, de l'Aide à la Jeunesse, de l'Enfance et de la Promotion de la Santé
- 1999 : élue députée au Parlement de la Région wallonne (siège du 13 juin au 12 juillet 1999) et au Parlement de la Communauté française de Belgique (siège du 6 au 12 juillet 1999).
- 1999-2003 : vice-Première ministre et ministre fédérale , de l'Emploi et de l'Égalité des chances dans le gouvernement fédéral Verhofstadt I (elle reprend également brièvement le portefeuille de la Mobilité en 2003)
- mai 2003 : élue députée fédérale de l'arrondissement de Bruxelles-Hal-Vilvorde (siège du 18 mai au 12 juillet 2003)
- 2003-2007 : Vice-Première ministre et ministre de la Justice du gouvernement fédéral Verhofstadt II
- 2006 : elle est candidate aux élections communales à Schaerbeek et obtient 5 083 voix de préférence contre 12 654 à son principal opposant, Bernard Clerfayt. La liste PS qu'elle menait est rejetée dans l'opposition, ayant obtenu 13 sièges alors que celle menée par le bourgmestre Clerfayt en avait recueilli 22 sur 47. Laurette Onkelinx est donc conseillère communale à la commune de Schaerbeek
- 2007-2008 : ministre fédérale des Affaires sociales de la Santé publique au sein du gouvernement Verhofstadt III.
- 2008-2014 : vice-Première ministre et ministre fédérale des Affaires sociales et de la Santé publique au sein des gouvernements Leterme I (de mars à décembre 2008), Van Rompuy (de décembre 2008 à novembre 2009), Leterme II (de novembre 2009 à décembre 2011) (elle était également chargée de l'intégration sociale dans ces deux gouvernements) et Di Rupo (de décembre 2011 à octobre 2014), où elle était aussi chargée de Beliris et des institutions culturelles fédérales.
- Depuis octobre 2014: chef du groupe PS à la Chambre des Représentants de Belgique
- Le 13 septembre 2017 elle annonce qu'elle mettra un terme à sa carrière politique après les élections législatives de 2019 et qu'elle renoncera à ses fonctions de chef de groupe PS à la Chambre en octobre 2017[16].

## Décorations
- Grand officier de l'ordre de Léopold
- Grand-croix de l'ordre de la Couronne (AR du 5 juin 2007)[17].